# Hans Lüth
Hans Lüth (* 28. November 1940 in Aachen) ist ein deutscher experimenteller Festkörperphysiker.

## Leben und Wirken
Lüth promovierte 1968 in Aachen mit der Dissertation: Elektroreflexion im Infraroten an Zinkoxid und habilitierte sich dort 1973 mit seiner Habilitationsschrift: Spektroskopie elektronischer Oberflächenzustände an ZnO mittels modulierter Photoleitungsmessungen. 1980 wurde er als Professor an der RWTH Aachen übernommen und ab 1988 zum ordentlichen Professor ernannt. Lüth war bis 2007 Direktor des Instituts für Bio- und Nanosysteme am Forschungszentrum Jülich. 
Lüth unternahm Forschungsaufenthalte an der Universität Paris, am Thomas J. Watson Research Center von IBM in Yorktown Heights und an der Universität Marseille. Er befasst sich mit Halbleiter-Grenzflächen und Oberflächen, Epitaxie von Halbleitern, Halbleiterbauelementen, Nanostrukturen und Quantenbauelementen. Mit Harald Ibach ist Lüth Verfasser eines deutschen Standardlehrbuchs zur Festkörperphysik.
Im Jahr 2007 wurde er Ehrendoktor der Université de Haute-Alsace in Mülhausen und 2006 erhielt er den Rudolf-Jaeckel-Preis.
Lüth war Mitherausgeber von Applied Physics A und der Reihe Springer Series in Surface Science.

## Schriften
- mit Harald Ibach: Festkörperphysik. Einführung in die Grundlagen, Springer, 1981, 7. Auflage 2009.
  - Solid State Physics. An Introduction to the Principles of Materials Science, Englische Übersetzung, Springer 1996, 4. Auflage 2009.
- Solid Surfaces, Interfaces and Thin Films, Springer 1993, 6. Auflage 2015.
- Quantenphysik in der Nanowelt: Schrödingers Katze bei den Zwergen, Springer 2008.
  - Quantum Physics in the Nanoworld, Englische Ausgabe, Springer 2013.